# 雒遵
雒遵（1527年—1590年），字道行，號涇坡，陝西西安府三原縣軍籍涇陽縣人，明朝政治人物，官至四川巡撫。

## 生平
嘉靖三十四年（1555年）乙卯科陝西鄉試第三十六名舉人，四十四年（1565年）乙丑科進士。礼部观政，隆慶二年（1568年）四月授户部主事，四年五月改户科给事中，十一月升户科右给事中，五年二月升礼科左给事中，六年三月升吏科都給事中。神宗初，馮保掌權，帝每御便殿，保輒侍立御座，遵斥其無理。不久因彈劾兵部尚書譚綸，万历元年（1573年）二月謫浙江布政司照磨。二年二月升太原府推官，十一月升南京户部主事，三年二月升南京兵部员外郎，六月升南京吏部郎中，四年五月改尚宝司丞，六年升尚宝司少卿，九年十月升太常寺少卿。馮保敗，十一年二月升太仆寺卿，五月改光禄寺卿。十一月遷右僉都御史，巡撫四川。十三年六月降调外任，罷歸卒。

## 家族
曾祖雒壽，壽官；祖父雒維，壽官；父雒昂，累贈太常寺少卿；母張氏，累贈恭人；繼母黃氏；繼母孫氏。兄雒遠、雒遐。